# Хроники Спайдервика (сериал)
«Спайдерви́к: Хро́ники» (англ. The Spiderwick Chronicles) — американский фэнтезийный сериал, снятый по мотивам одноимённого цикла книг Холли Блэк и Тони ДиТерлицци. Главные роли в нём сыграли Лайон Дэниелс, Ноа Коттрелл и Михаэла Ли, в одной из ролей снялся Кристиан Слейтер. Премьерный показ начался 19 апреля 2024 года на потоковом сервисе The Roku Channel.

## Сюжет
Хелен и её дети, Мэллори, Джаред и Саймон, переезжают в дом своих предков, Спайдервик. Джаред обнаруживает домового и понимает, что волшебные существа реальны. Ему верит только его двоюродная бабушка Люсинда, которая умоляет Джареда найти страницы путеводителя по волшебным существам, написанного её отцом, и защитить их от кровожадного огра Мульгарата.

## В ролях
- Лайон Дэниелс — Джаред Грейс
- Ноа Коттрелл — Саймон Грейс
- Михаэла Ли — Мэллори Грейс
- Джой Брайант — Хелен Грейс
- Джек Грейзер — Портняжка
- Кристиан Слейтер — Мульгарат
- Момона Тамада — Эмико
- Аливия Элин Линд — Каллиопа
- Хантер Диллон — Хэтчер
- Шарлейн Вудард — Люсинда Спайдервик
- Ариа Миа Лоберти - миссис Валентайн
- Мелани Баррош - Бри Кент
- Дилан Брюс - Таннер Кент
- Арлин Дункан - Мальвина

## Производство

### Разработка
12 ноября 2021 года было объвлено, что разрабатывается телевизионная адаптация книжного цикла «Спайдервик». Выход сериала планировался на стриминговом сервисе Disney+. Сценаристом и шоураннером сериала стал Арон Эли Колейт. Производством сериала занимались студии 20th Television и Paramount Television Studios (подразделение последней занималось дистрибуцией одноимённого полнометражного фильма в 2008 году). Разработка сериала началась в феврале 2022 года. Авторы оригинального цикла книг, Тони ДиТерлицци и Холли Блэк, были назначены исполнительными продюсерами сериала.

### Сценарий
Во время написания сценария телевизионной адаптации ДиТерлицци и Блэк решили заострить внимание на Мульгарате и дали ему более значимую роль в сюжете, сделав его коварным манипулятором, который пытается рассорить Грейсов друг с другом. Продюсеры посчитали, что сюжет оригинального цикла книг, в котором дети Грейс сразу находят уже целый путеводитель и защищают его от Мульгарата, слишком скучный и утомительный, а потому сюжет был изменён — теперь Грейсы пытаются собрать путеводитель по частям и не дать Мульгарату заполучить его. По словам Арона Колейта, ДиТерлицци и Блэк убедили его убрать гоблинов из повествования и заменить их персонажем, придуманным специально для сериала — Каллиопой, которая могла бы взаимодействовать не только с Мульгаратом, но и с семейством Грейсов. Как утверждает Колейт, Каллиопа рассматривается как очень противоречивый персонаж, который разрывается между Мульгаратом и Грейсами. Как позже признались сами ДиТерлицци и Блэк, они специально концентрировались на главных героях, нежели на фантастических аспектах истории.

### Кастинг
Кристиан Слейтер в августе 2022 года получил роль главного антагониста — огра Мульгарата. Изначально сообщалось, что Мульгарат будет фигурировать только в первом сезоне сериала, но в апреле 2024 года Арон Колейт подтвердил, что Мульгарат может вернуться во 2 сезоне, в котором будут раскрыты его дальнейшие планы. Чуть позже, в августе 2022 года к актёрскому касту присоединились Лайон Дэниелс и Ноа Коттрелл, которые были выбраны на роли Джареда и Саймона Грейсов соответственно. 30 августа 2022 года актриса Джой Брайант была выбрана на роль Хелен Грейс. В середине сентября стало известно, что актриса Михаэла Ли исполнит роль Мэллори Грейс в сериале. Также, были привлечены и другие актёры — Джек Дилан Грейзер в роли домового Портняжки, Аливия Элин Линд в роли Каллиопы и Момона Тамада в роли Эмико.

### Съёмки
Съёмки стартовали 12 сентября 2022 года в Ванкувере, Канада, и завершились 27 января 2023 года.

## Релиз
Все 8 эпизодов первого сезона сериала были выпущены одновременно на потоковом сервисе The Roku Channel 19 апреля 2024 года. Изначально сериал должен был транслироваться на стриминговом сервисе Disney+ и состоял из 6 эпизодов, однако в августе 2023 года было объявлено, что сериал не будет транслироваться на Disney+ из-за сокращения расходов, даже несмотря на то, что все эпизоды уже сняты. В итоге, права на трансляцию сериала были выдвинуты на продажу для других телеканалов. В октябре 2023 года телеканал The Roku Channel приобрёл права на показ сериала на территории США. По словам шоураннера Арона Эли Колейта, Roku остался доволен сериалом и не стал его изменять. Единственно, что было добавлено в сериал - вступительная заставка в начале каждого эпизода, которая пересказывает события предыдущих эпизодов.
В Новой Зеландии сериал транслировался на телеканале TVNZ+.
Уже к концу апреля 2024 года Roku объявил, что сериал показал отличные результаты по зрительским просмотрам и показал лучший старт в трансляции за всю историю телеканала. Хоть Roku напрямую и не сообщил, какое именно количество человек посмотрели сериал, было указано, что миллионы людей просмотрели его в первые выходные после его выхода.

## Список сезонов
| Сезон | Сезон | Эпизоды | Оригинальная дата выхода | Оригинальная дата выхода | Телеканал        |
| Сезон | Сезон | Эпизоды | Премьера сезона          | Финал сезона             | Телеканал        |
| ----- | ----- | ------- | ------------------------ | ------------------------ | ---------------- |
|       | 1     | 8       | 19 апреля 2024           | 19 апреля 2024           | The Roku Channel |

## Эпизоды

### Сезон 1 (2024)
| № | Название                                                                                                | Режиссёр             | Автор сценария              | Дата премьеры  |
| --- | --- | -------------------- | --------------------------- | -------------- |
| 1 | «Добро пожаловать в Спайдервик» «Welcome to Spiderwick»                                                 | Кэт Койро            | Арон Эли Колейт             | 19 апреля 2024 |
| Эпизод начинается с того, что доктор Дориан Брауэр встречается с огром-людоедом Мульгаратом, чтобы вернуть свою дочь Каллиопу. Вместо этого Мульгарат обманывает Брауэра и заменяет Каллиопу двойником. Брауэр замечает подвох, но из-под моста на него набрасывается тролль и пожирает его. Мульгарат пользуется этим и присваивает личность Брауэра себе. После этого Хелен Грейс и её дети-подростки Мэллори, Саймон и Джаред переезжают из Нью-Йорка в своё родовое поместье Спайдервик в Мичигане. Хелен ищет психиатрическую помощь для Джареда, который страдает от вызывающего оппозиционного расстройства. Когда Грейсы располагаются в новом доме, всё семейство сталкивается с несколькими необъяснимыми происшествиями, например, пропажей домашних мышей Саймона и поломкой меча Мэллори. Из-за поломки меча инструктор по фехтованию, миссис Валентайн, отстраняет Мэллори от занятий. Тем временем Хелен навещает свою тётю Люсинду в психиатрической больнице, но у той происходит психический срыв. После того, как Джаред встречает на чердаке домового по имени Портняжка, Хелен отвозит его на приём к доктору лже-Брауэру. | |                      |                             |                |
| 2 | «Путеводитель по фантастическому миру вокруг Вас» «The Field Guide to the Fantastical World Around You» | Кэт Койро            | Арон Эли Колейт             | 19 апреля 2024 |
| Джаред начинает посещать сеансы психотерапии у лже-Брауэра, в то время как двойник Каллиопы сдружается с детьми Грейс. Тётя Люсинда совершает побег из психбольницы, после чего на её поиски отправляются Хелен и лже-Брауэр. Во время поисков лже-Брауэр пытается обратить внимание Хелен на себя, пользуясь тем, что она злится на своего мужа Ричарда. Люсинда прячется в супермаркете и встречает там фею. В это же время Джаред пытается убедить Мэллори, Саймона и Каллиопу в том, что в их доме обитает домовой, и использует для этого камеры видеонаблюдения. После этого происходит ряд жутких событий: некто привязывает Мэллори волосами к кровати и убивает домашних мышей Саймона. Все подозрения падают на Джареда. Чуть позже Саймон и Джаред встречают тётю Люсинду и Портняжку в кабинете своего покойного предка – Артура Спайдервика. Люсинда просит братьев вернуть путеводитель по фантастическому миру, который был написан Артуром, и не дать Мульгарату заполучить его. После этого прибывают Хелен и лже-Брауэр и забирают Люсинду с собой, чтобы вернуть её в больницу. По дороге Люсинда понимает, что лже-Брауэр и Каллиопа – самозванцы, и что именно они подставили Джареда. После этого Мульгарат убивает Люсинду, которая, после смертельного ранения, превращается в рой цветов. | |                      |                             |                |
| 3 | «Я выживу» «I Will Survive»                                                                             | Майкл Патрик Джэнн   | Дэннис Салдуа               | 19 апреля 2024 |
| Семья Грейс организует похороны тёти Люсинды, которая, как все считают, умерла от сердечного приступа. Каллиопа тайно перевоплощается в труп Люсинды после того, как тело настоящей Люсинды рассыпалось на цветы. Мульгарат поручает Каллиопе следить за семейством Грейсов в их поместье. В это же время Джаред и Саймон продолжают поиски страниц путеводителя Спайдервика, в поисках им помогают два других пациента лже-Брауэра – Эмико и Хэтчер. Джаред использует волшебную музыку Люсинды, чтобы с её помощью открыть магическую дверь, за которой находится одна из страниц путеводителя. В это время Каллиопа втирается в доверие к Саймону. Мэллори просит одну из учениц миссис Валентайн, Бри, стать её спарринг-партнёром, но вскоре Мэллори понимает, что Валентайн и Бри состоят в сговоре, чтобы исключить её из будущего соревнования по фехтованию. Тем временем сестра Люсинды, Мальвина, ссорится с Хелен и в приступе ярости уничтожает страницу из путеводителя. Джаред пытается связаться с Портняжкой, но в итоге ломает руку и попадает в больницу. Он даёт лже-Брауэру печенье с добавлением железа, из-за которого Мульгарат получает ранения и выдаёт себя. | |                      |                             |                |
| 4 | «На вкус как курица» «Tastes like Chicken»                                                              | Аманда Роу           | Жасмин Пек                  | 19 апреля 2024 |
| Отец Бри, Таннер, организует акцию протеста, призывающую закрыть психбольницу, так как её пациенты очень опасны. Хелен, которая работает в библиотеке психбольницы, защищает лже-Брауэра от Таннера, который напал на него. Тем временем Эмико прикрывает Джареда и берёт на себя ответственность за нанесение граффити на машину лже-Брауэра. Хелен узнаёт, что психбольница была построена в честь местного племени мескавки, которое спасло местных жителей от массовой истерии, вызванной Мульгаратом. Джаред, Саймон, Эмико и Хэтчер заключают перемирие с Портняжкой и забирают страницы путеводителя. Джаред пытается вызвать дух Люсинды, но вместо этого призывает грибного эльфа. Джаред и Саймон ссорятся, после чего последний отправляется на ужин с Каллиопой и лже-Брауэром. Тем временем Мэллори приходит вместе с Бри и её парнем Крисом на вечеринку, проходящую на закрытой фабрике. Там она обвиняет Бри в двуличии и обнаруживает волшебный мир. Мульгарат накладывает заклинание на всю воду в городе, из-за чего Крис, Эмико и несколько других подростков, присутствующих на балу, теряют сознание. | |                      |                             |                |
| 5 | «Сон в летнюю ночь» «A Midsummer's Daydream»                                                            | Рэйчел Рэймист       | Дженн Као                   | 19 апреля 2024 |
| Мульгарат планирует разводить драконов и скармливать им жителей города. Чтобы это предотвратить, Джаред и Портняжка ищут записи про драконов в путеводителе. Хоть они и находят путеводитель, Джаред с ужасом понимает, что Хелен влюблена в лже-Брауэра, на что Портняжка отвечает, что если любить человека, он полюбит тебя в ответ. Тем временем Саймон, с помощью Каллиопы, сбегает в Нью-Йорк чтобы найти Ричарда. После того, как они чудом спасаются от китайского кухонного бога-каннибала, Саймон понимает, что они вообще не интересны Ричарду. Также, Саймон узнаёт истинную природу Каллиопы, но они всё же приходят ко взаимопониманию. Мэллори понимает, что Джаред всё это время был прав насчёт волшебного мира и пытается помириться с ним. После этого она противостоит миссис Валентайн, которая оказывается гибридом человека и нимфы и обладает знаниями мира фей. Валентайн предлагает Мэллори дуэль – если Мэллори победит, то она расскажет все тайны мира фей. В ходе схватки Мэллори проигрывает, но ей удаётся смягчить Валентайн, выразив свою любовь к семье. | |                      |                             |                |
| 6 | «1028 зубов» «1028 Teeth»                                                                               | Чарльз Рандольф-Райт | Ханна Ан и Чарли Полин      | 19 апреля 2024 |
| На собрании в ратуше города Мульгарат заражает Таннера грибком-зомби, из-за которого тот отказывается от своего желания уничтожить психбольницу. Джаред ссорится с Саймоном, так как считает, что он встал на сторону Мульгарата и Каллиопы. Когда драконы Мульгарата начинают умирать, Саймон хочет отдать Мульгарату страницу путеводителя с информацией про драконов, но попадает в ловушку Портняжки. Тем временем Валентайн признаётся, что хотела убить Мульгарата, но в битве с ним потеряла обе руки, а Бри рассказывает, что её мать была убита Мульгаратом. Валентайн поручает Мэллори проникнуть на гоблинский рынок и забрать оттуда магический меч, который способен убить Мульгарата. Мэллори убеждает Джареда помочь ей, в то время как Эмико и Хэтчер договориваются о покупке меча с коварным гоблином-торговцем. Однако меч оказывается лишь рукоятью. Подумав, что их обманули, Джаред набрасывается на Хэтчера и избивает его. Лже-Брауэр убеждает Хелен отправить Джареда в психбольницу на лечение. Внезапно к Джареду приходит дух тёти Люсинды, который поддерживает его. Тем временем меч выбирает Бри в качестве своей новой хозяйки. | |                      |                             |                |
| 7 | «Путеводитель по Джареду Грейсу» «The Field Guide to Jared Grace»                                       | Арон Эли Колейт      | Арон Эли Колейт             | 19 апреля 2024 |
| Джаред проходит лечение в психбольнице, где лже-Брауэр пытается силой заставить его отдать ему страницу про драконов из путеводителя. Джаред противостоит лже-Брауэру и пытается сбежать. Лже-Брауэр пытается убедить его в том, что огров демонизируют, а Спайдервик - злодей, но Джаред отказывается верить в его слова. Тогда Мульгарат использует свои способности перевоплощения и выдаёт себя за Хелен, Мэллори, Ричарда, Хэтчера и Эмико на серии сеансов психиатрической критики. Подумав, что Саймон тоже иллюзия, Джаред нападает на него, в то время как Мульгарат понимает, что всё это время Джаред прятал страницу про драконов внутри гипса на руке. Пока Мэллори, Портняжка и Саймон пытаются помириться друг с другом, Хелен обнаруживает в холодильнике лже-Брауэра отрубленные человеческие пальцы. После этого Мульгарат нападает и загоняет её в угол. | |                      |                             |                |
| 8 | «Гнев Мульгарата» «The Wrath of Mulgarath»                                                              | Морис Мэрэбл         | Дженн Као и Арон Эли Колейт | 19 апреля 2024 |
| С помощью своих магических сил Мульгарат погружает половину города в беспробудный сон, а оставшихся людей он превращает в рабов с помощью зомби-грибов. Заполучив путеводитель Спайдервика, Мульгарат использует молоко для вскармливания последнего драконьего яйца, намереваясь скормить ему всех жителей. Тем временем Джаред сбегает из психбольницы с помощью Мэллори, Саймона, Портняжки, Бри и Хэтчера и мирится с Саймоном. Пытаясь остановить план Мульгарата, герои проникают в особняк Спайдервика. Чтобы спасти Хелен, Саймон притворяется, будто предал друзей и встал на сторону Мульгарата. С помощью Портняжки Джаред и Хелен используют зелье невидимости и сбегают от Мульгарата. В это время Саймон и Каллиопа объединяют усилия и призывают пикси, которые нейтрализуют магию Мульгарата и освобождают горожан. После схватки с Мульгаратом герои используют магию и призывают тролля, который сжирает Мульгарата. Одержав победу, семья Грейс решает пощадить новорождённого детёныша дракона. Внезапно появляется Мульгарат, принявший облик Джареда. Не в силах отличить их друг от друга, Мэллори использует меч и случайно отправляет настоящего Джареда в мир фей, где он встречает ещё живого Артура Спайдервика.                                                                       | |                      |                             |                |

## Критика
На сайте-агрегаторе Rotten Tomatoes сериал получил средний рейтинг одобрения - 42% процента одобрения со стороны критиков на основе 12 рецензий и 78% одобрения со стороны зрителей на основе 50 рецензий. На сайте Metacritic сериал имеет средний рейтинг в 48 баллов из 100 на основе 7 отзывов от критиков.  
Рецензенты хвалили игру актёров, развитие персонажей и наличие огромного количества разных культурных отсылок. Резкой критике подверглись слишком сложный сюжет, медленный темп и рваный тон повествования, серьёзное отклонение от исходного материала, слабый акцент на волшебном мире и чрезмерное заострение внимания на современных подростковых проблемах, таких, как  психические расстройства.